# P.F.チャングス
P.F.チャングス（P.F. Chang's China Bistro）とは、アメリカ合衆国アリゾナ州フェニックスに本拠を置く中華料理専門のレストランチェーンである。NASDAQ上場企業（コード: NASDAQ: PFCB）。

## 概要
創業は1993年にアリゾナ州のスコッツデールで最初の店が開業したことから始まる。P.F.チャングスはアメリカのみで展開されており、34の州で133店舗展開されている。なお、P.F.チャングスのP.F.とは、創業者のポール・フレミングとシェフのフィリップ・チャンからとったもの。
主にアメリカ風中華料理を中心としたメニューで、価格も安いのも特徴である（コース料理で高くても40ドル）。また、キッズメニューはおろか、離乳食もメニューにある。
アメリカのコメディ・セントラルで放送されている人気アニメ「サウスパーク」の劇中でも頻繁に登場しており、作者のトレイ・パーカーとマット・ストーンもこのP.F.チャングスも頻繁に通っているとのこと。

## リンク
- 公式サイト（英語）